# Yamata no Orochi

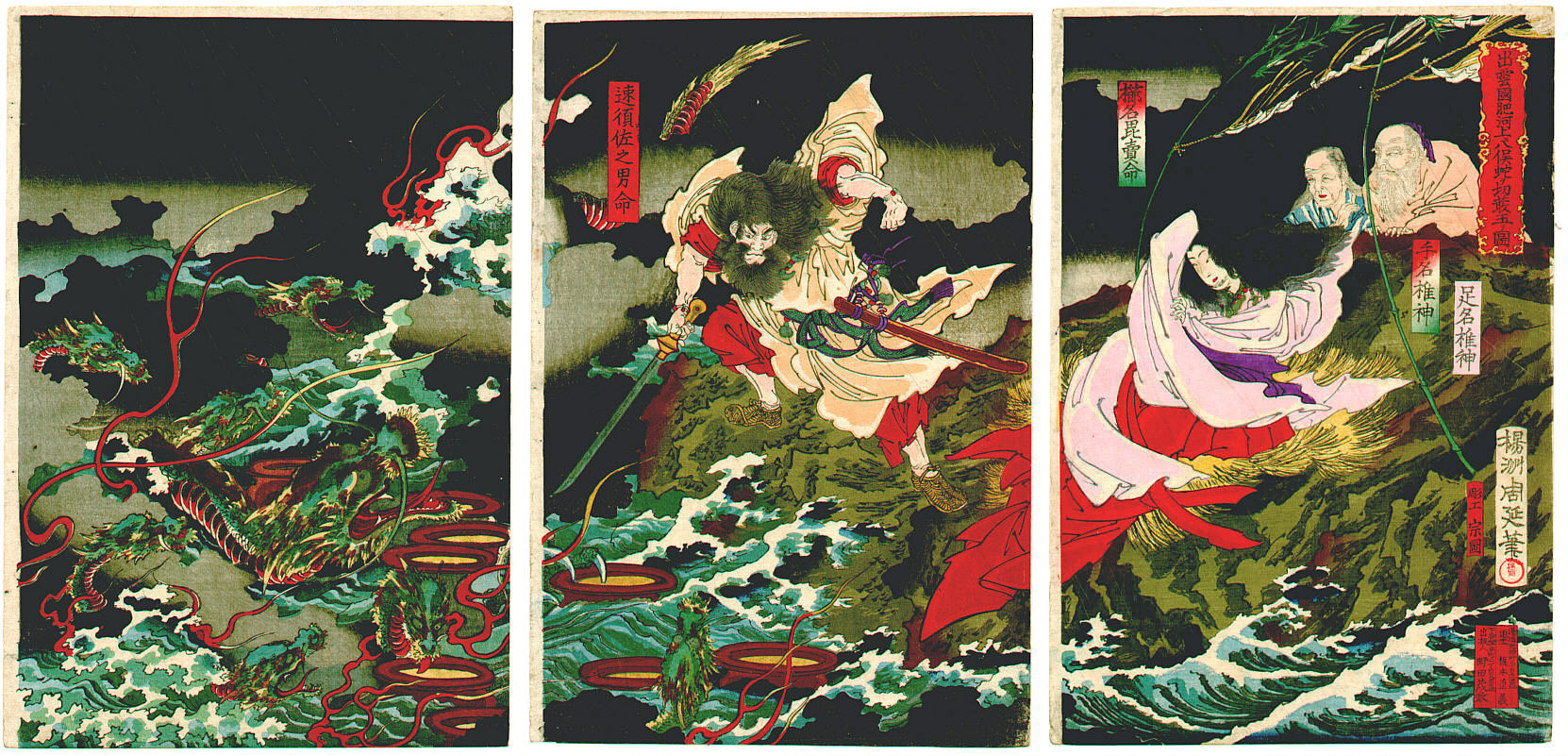
Susanoo combatte con Yamata no Orochi in un trittico di ukiyo-e, di Toyohara Chikanobu.

Yamata no Orochi (八岐の大蛇 o 八俣遠呂智 o 八俣遠呂知 o ヤマタノオロチ? lett. "serpente a otto ramificazioni"), spesso indicato semplicemente con Orochi (大蛇? lett. "serpente"), è un mostro appartenente alla mitologia shintoista giapponese.

## Descrizione
Il numero otto si ripete spesso nelle varie descrizioni che parlano di Yamata no Orochi: esso è infatti descritto come un drago o un serpente avente otto teste e otto code, con gli occhi rossi come ciliegie invernali. Il suo corpo era così gigantesco da coprire otto valli e otto colline, il suo ventre era sempre coperto di sangue e di fiamme, e sul suo dorso crescevano hikage (muschi), hinoki (cipressi giapponesi) e sugi (cedri giapponesi).

## Leggenda
Secondo la leggenda descritta nell'antico testo del Kojiki Orochi dominava la regione di Izumo, in Giappone, dove chiedeva in sacrificio delle vergini in cambio della promessa di non devastare i terreni. Dopo essere stato esiliato dal paradiso, Susanoo, dio del mare e delle tempeste, giunse nella regione dominata da Orochi, dove incontrò tre persone disperate: due genitori e una giovane ragazza. I due anziani gli riferirono che la ragazza, Kushinadahime, era la loro figlia e la prossima predestinata al sacrificio alla malvagia creatura. Alcune leggende riferiscono di altre sette figlie, che già avevano precedentemente subito la stessa sorte che ora attendeva la fanciulla.
Sempre la leggenda descrive la grande bellezza e gentilezza della giovane Kushinada, qualità evidenti a tal punto che Susanoo non poté fare a meno di innamorarsene. Così, il Dio promise che avrebbe salvato la sua vita, in cambio della possibilità di sposarla. Ovviamente, i genitori acconsentirono al matrimonio, pur di avere salva la vita della loro figlia. Susanoo, allora, ordinò che fossero raccolti otto barili di sakè, da disporre di fronte alla casa dove vivevano i tre, quindi trasformò Kushinada in un kushi (pettine), che usò per acconciarsi i capelli, quindi si nascose in una vicina foresta. Quando Yamata no Orochi giunse di fronte alla casa di Kushinada trovò gli otto barili di sake e non poté fare a meno di ubriacarsi, finché ogni testa cadde addormentata. Solo quando tutte le teste del mostro scivolarono in un sonno profondo, Susanoo abbandonò il suo nascondiglio e le recise, uccidendo il drago leggendario.
Un'altra versione della leggenda racconta, invece, di come Orochi fosse sì ubriaco, ma non addormentato all'arrivo di Susanoo. Ne seguì, quindi, un combattimento che durò per ore, deciso alla fine solo dalla stanchezza e dalla mancanza di lucidità del mostro, che ne decretarono la sconfitta.
Susanoo, dopo avere tagliato tutte e otto le teste di Orochi, cominciò a tagliargli anche le otto code. Sempre secondo il mito riuscì a tagliare senza difficoltà le prime sette ma, quando giunse all'ottava e maggiore di esse, la sua spada impattò contro qualcosa di molto resistente. Fu così che Susanoo trovò la leggendaria spada Ama no Murakumo, in seguito chiamata Kusanagi no tsurugi.
Un'altra versione della leggenda narra che, dopo l'uccisione del drago a otto teste e il rinvenimento della spada, Ama no Murakumo fu consegnata alla dea del sole Amaterasu, sorella di Susanoo, come dono di riconciliazione. Da allora la spada è ritenuta una dei Tre Tesori Sacri di Yamato.
Dopo la morte di Yamata no Orochi, Susanoo sposò la giovane Kushinada e la fece una divinità. Secondo la leggenda, i due vissero felici e in pace in una casa costruita nella regione di Izumo, e attualmente il luogo è considerato un santuario.

## Apparizioni nella cultura di massa moderna
Yamata no Orochi compare spesso in film, anime, manga e persino videogiochi giapponesi. Segue una breve lista di apparizioni significative.

### Cinema
- Nippon Tanjô - Film del 1959, diretto da Hiroshi Inagaki e prodotto dalla Toho, che racconta la leggenda di Yamata no Orochi e Susanoo.
- Il piccolo principe e il drago a otto teste - film del 1963 di Toei Animation.
- Yamata no Orochi no Gyakushû - Film in 16 mm del 1985, parodia delle leggende dei mostri giapponesi, in cui una versione biomeccanica di Orochi è inviata dagli alieni per distruggere la Terra.
- Yamato takeru - Film del 1994, prodotto dalla Toho Company, in cui appare un gigantesco drago di nome Orochi, che si scontra con Susanoo che, grazie alla spada, si trasforma in un tokusatsu di nome Utsuno Ikusagami.
- Godzilla, Mothra e King Ghidorah - Assalto di mostri giganti - Film del 2001, viene detto che king ghidorah in origine era conosciuto come yamata no orochi, dopodiché è stato sconfitto e sepolto sotto la foresta di Aokigahara, dove delle otto teste originarie ne ha ricresciute solo tre.
- Hotel Transylvania - Film d'animazione del 2012, presenta in una scena un comico e azzurro drago dalle otto teste, evidente collegamento al mito giapponese.

### Anime e manga
- Aokushimitama Blue Seed - Yamata no Orochi è il primo degli Aragami, una razza di demoni.
- Doraemon nell’episodio ‘’il drago’’ della serie televisiva del 1979, Doraemon e Nobita si ritrovano nel Giappone antico ad affrontare Yamata no Orochi, rivelatosi poi un’illusione creata da un giocattolo futuristico che Doraemon aveva perso.
- Jeeg robot d'acciaio - Yamata no Orochi è il nome dell'astronave utilizzata dalla Regina Himika nella prima parte della serie (nel doppiaggio italiano è chiamata semplicemente "L'astronave").
- Il Grande Mazinga, Getta Robot G, UFO Robot Goldrake contro il Dragosauro - il Dragosauro possiede sette teste di serpente come probabile riferimento a Yamata no Orochi.
- Kannazuki no Miko - Yamata no Orochi rappresenta il Dio dell'oscurità.
- Naruto - Orochimaru, personaggio dalle sembianze serpentine, evoca l'Orochi contro Itachi Uchiha durante lo scontro con il fratello Sasuke. Itachi lo eliminerà in un solo attimo, usando proprio la spada di Susanoo, per poi sbarazzarsi di Orochimaru. In aggiunta, Orochimaru ha più volte usato la Spada Kusanagi, facendola fuoriuscire dalla propria bocca.
- Shaman King - Yamata no Orochi è uno spirito fluviale, usato da Ryu, assieme al suo spirito Tokagero, per lanciare il suo attacco più potente. Ryu ottiene il controllo su Orochi dopo il viaggio a casa di Yoh, nel paese di Izumo.
- Wanpaku Ôji no Orochi Taiji - Anime della Toei Animation, prodotto nel 1963, che racconta la storia del Dio Susanoo.
- Dragon Quest - L'Emblema di Roto - Yamata no Orochi è una mitologica creatura, che viene affrontata all'interno di una caverna.
- One Piece - Boa Sandersonia, sorella di Boa Hancock con i poteri del frutto Hebi Hebi (appunto serpente), utilizza una tecnica di nome "Hebigami-Tsuki: Yamata no Orochi", con la quale è in grado di controllare e raccogliere i suoi capelli in otto serpenti, in grado di frantumare anche la roccia. Orochi è anche il nome dello shogun di Wa, che possiede i poteri di un frutto del diavolo, che permettono a lui di diventare il mostro giapponese omonimo.
- Gintama - Lo Yamata no Orochi compare nei capitoli 578 e 579 del manga.
- One-Punch Man - Orochi è il nome del Sovrano degli Esseri Misteriosi, e ha dei serpenti a posto della lingua.
- Digimon Tamers: L'episodio numero 31 riprende alcuni elementi della leggenda di Orochi: appare Orochimon, un digimon serpente dalle otto teste che abusa di saké.
- Jujutsu kaisen - Sorcery Fight: nella battaglia nel volume 15 contro Mahoraga viene menzionato da Sukuna.

### Videogiochi
- Dragon Quest III: Soshite Densetsu he - Yamata no Orochi compare come uno dei boss di fine livello.
- Final Fantasy - Yamatano Orochi, comparso nel primo e nel secondo capitolo, è un drago con molte teste, incontrabile come nemico casuale. Nel secondo, si presenta come reincarnazione del drago Tiamath.
- King of Fighters - Vi sono ampi riferimenti a Yamata no Orochi: ogni nemico principale del primo arco, infatti, cerca di ottenere i poteri di un demone (chiamato appunto Orochi) per diventare invincibile; in seguito il demone si paleserà in forma umana, manifestando il proprio odio verso il genere umano, colpevole di avere fatto soffrire Gaia (la Terra), ma sarà sconfitto dal protagonista Kyo Kusanagi.
- Ōkami - L'intera trama del videogioco è basata sulla mitologia giapponese e questo racconto. Yamata no Orochi è il principale antagonista, contro cui si scontrano Susanoo e Amaterasu per salvare il Giappone.
- Warriors Orochi - Yamata no Orochi è il demone creatore dell'universo parallelo in cui si svolge la storia, nonché il boss finale.
- Golden Sun: L'era perduta - La storia di Yamata no Orochi, con qualche variazione, è presente nel videogioco, ed egli stesso è un boss. Una volta sconfitto, se esaminata la sua coda, si potrà ottenere una spada chiamata Portanubi (citazione della Ama no Murakumo, che infatti, secondo la leggendaria storia, era nell'ultima coda del drago).
- Megami Tensei - Yamata no Orochi è uno dei possibili demoni reclutabili durante i vari giochi.
- Dark Souls - Compare due volte come mini-boss affrontabile, anche se è uso comune chiamarlo erroneamente "Hydra" tra i giocatori. In più, nel corso della saga, capiterà più volte d'imbattersi in una spada ricurva, di nome Murakumo.
- Nioh - Ultimo boss che bisogna affrontare prima dei titoli di coda, che viene evocato tramite le amrita assorbite da Kelley. Si affrontano otto teste, di cui cinque capaci di controllare gli elementi vento, acqua, fulmine, fuoco, terra, sulla sommità di un castello.
- Yo-kai Watch - Il personaggio di Velenotto (Orochi in originale), yokai d'elite, un tempo al servizio del defunto Re Enma, è basato proprio sullo Yamata no Orochi e ha l'aspetto di un ragazzo con una sciarpa, le cui code sono dei draghi dotati di vita propria. Il suo Energimax, inoltre, nella versione originale giapponese si chiama proprio "Yamata no Orochi", e consiste in una serie di otto attacchi effettuati dalla teste della sciarpa.
- Senran Kagura - Compare come boss finale del primo gioco e come primo boss del suo seguito. È il più potente degli yoma, che viene evocato offrendo in sacrificio cinque ragazze, e diviene "completo" invece con il sacrificio di otto.
- For Honor - Compare come eroe giocabile nel multigiocatore e nel capitolo 3 della storia "I Samurai".
- Pokémon - i pokemon hydregon e hydrapple si basano sulla yamata no orochi mentre le pre evoluzioni del primo sembrano basarsi su una forma più piccola della belva

### Giochi da tavolo
- Magic: l'Adunanza - Nel blocco di Kamigawa, O-Kagachi, il grande spirito, nella sua forma completa, appare come un gigantesco serpente a otto teste, inoltre è presente un'intera serie di carte creatura, dette appunto "orochi".
- Force of Will - Appare come un gigantesco drago a otto teste, prendente il nome di "Yamata No Orochi, le Otto Calamità", e ne Il Castello Volante e Le Due Torri, quarta espansione TCG e quinta espansione OCG.
- Yu-Gi-Oh il drago Yamata, che ha otto teste, è una carta con 2600 punti di attacco e 3100 di difesa.